# Кабань
Кабань (каз. Қабан) — село в Жамбылском районе Северо-Казахстанской области Казахстана. Входит в состав Первомайского сельского округа. Код КАТО — 594657300.

## География
Расположено между озёрами Кабанье и Питное. В 4 км к северо-западу находится озеро Пьянково, в 5 км к западу — озеро Суркино.

## Население
В 1999 году население села составляло 255 человек (132 мужчины и 123 женщины). По данным переписи 2009 года, в селе проживало 132 человека (64 мужчины и 68 женщины).